# Kamerlingh Onnes Gebouw
Het Kamerlingh Onnes Gebouw (afgekort KOG) is een universiteitsgebouw uit 1859 aan de Steenschuur in de Nederlandse stad Leiden. Het huisvestte het natuurkundig laboratorium van de Universiteit Leiden. Na een verbouwing nam in 2004 de Faculteit der Rechtsgeleerdheid het gebouw in gebruik. 

## Geschiedenis

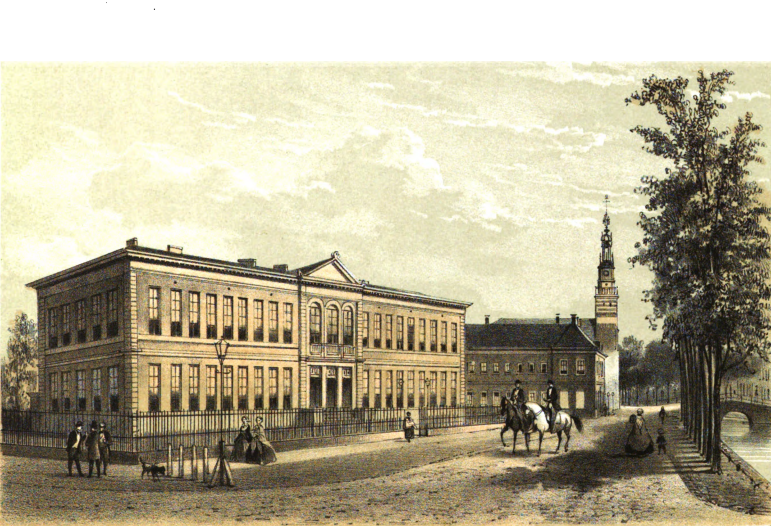
Het nog nieuwe Natuurkundig laboratorium in 1859

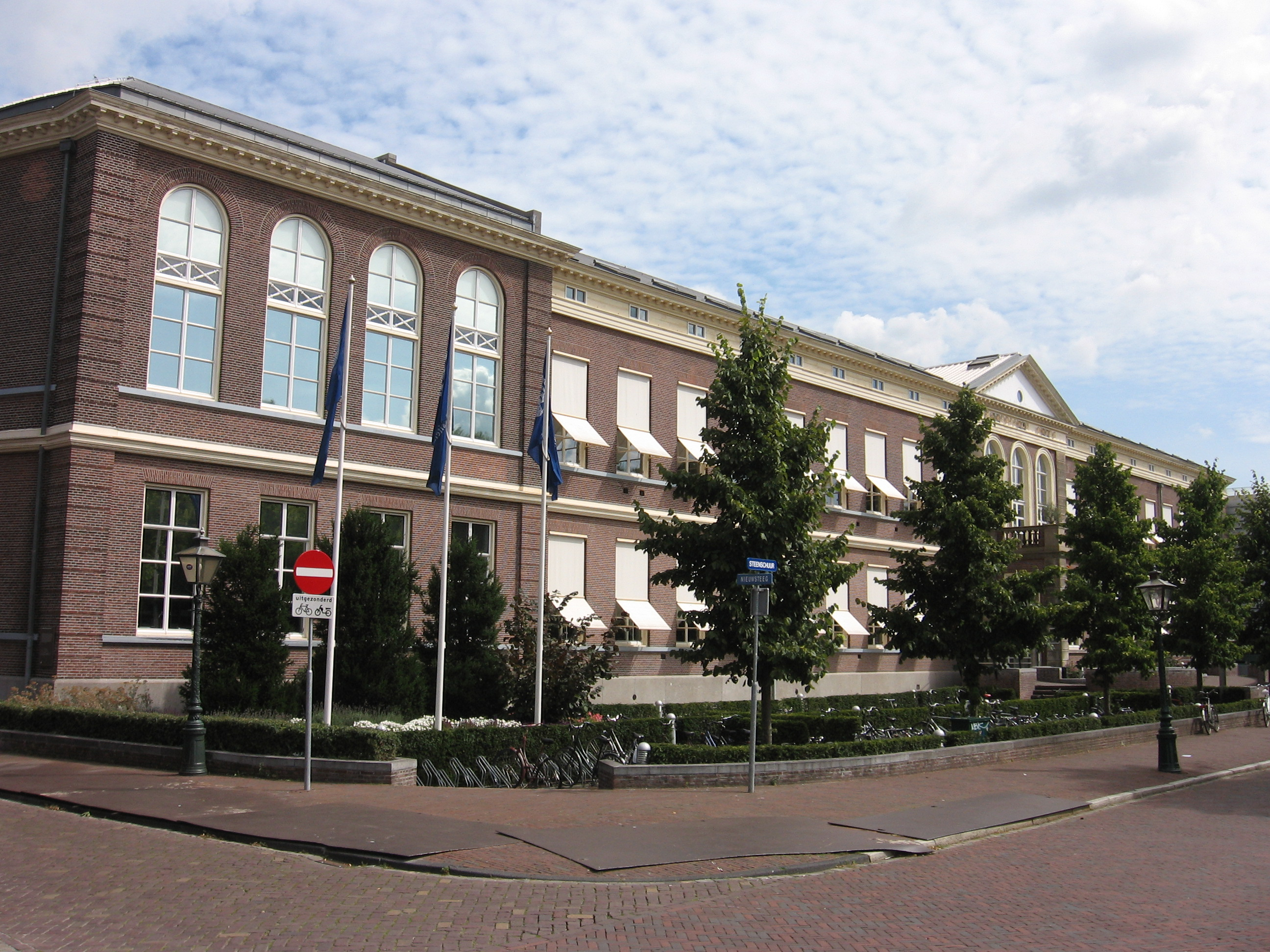
Het gebouw in de 21e eeuw

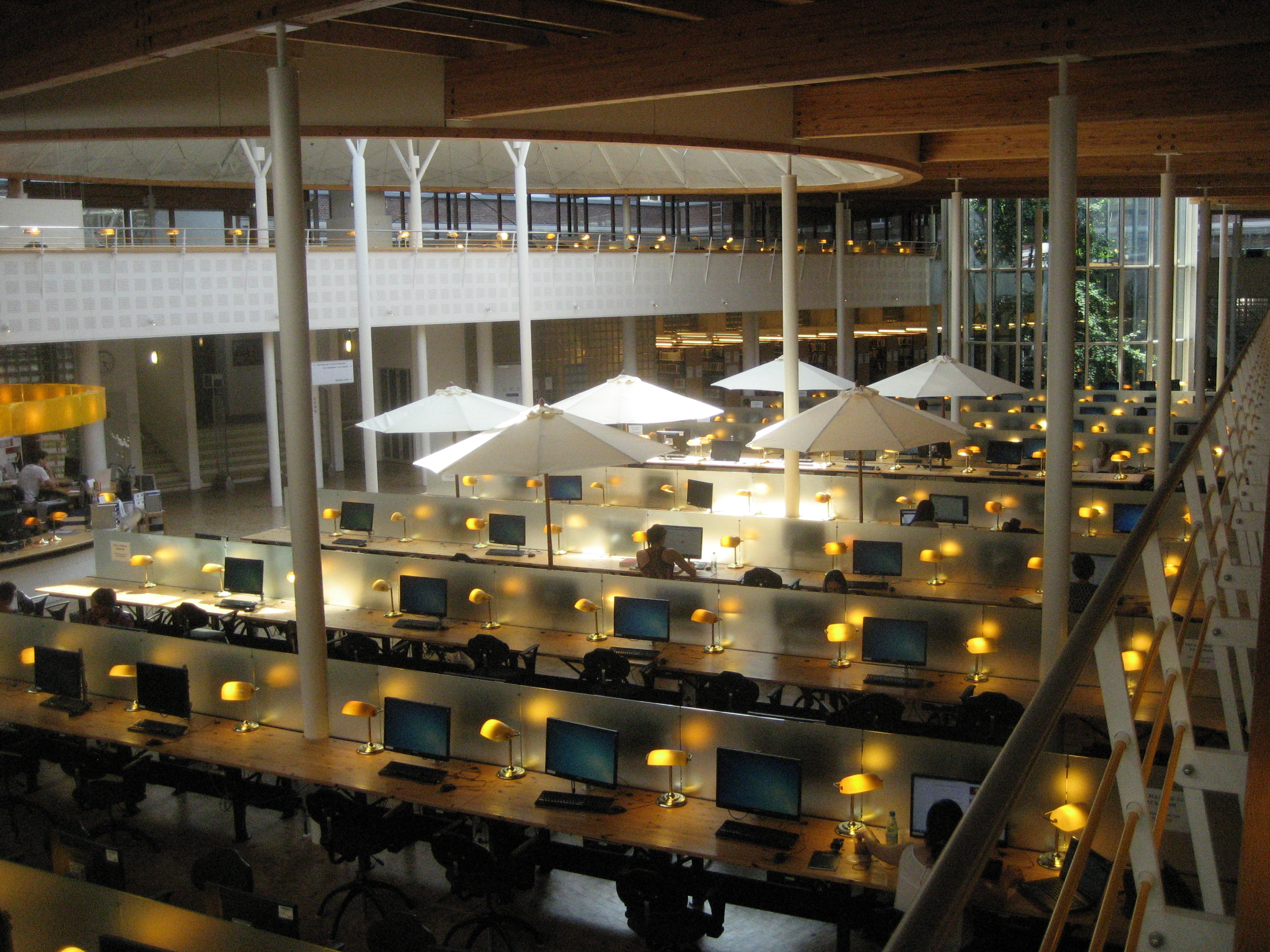
Bibliotheek

Het laboratorium is gebouwd op de 'Kleine Ruïne', die ontstond na de Leidse buskruitramp van 1807, die een groot gedeelte van de binnenstad verwoestte. Na jarenlange braakligging werd in 1859 een nieuw laboratoriumgebouw voor de universiteit opgeleverd, in neoclassicistische stijl ontworpen door Henri Camp, hofarchitect van koning Willem III. De voorgevel vertoont grote gelijkenis met een van de ontwerpen die de Duits-Nederlandse architect L. Gunkel omstreeks 1807 maakte voor een universiteitsbibliotheek en academiegebouw op deze plek.
In 1908 kreeg het gebouw wereldwijde bekendheid als het 'koudste plekje op aarde', vanwege het feit dat hoogleraar Heike Kamerlingh Onnes erin slaagde helium vloeibaar te maken. In 1932 kreeg het natuurkundig laboratorium de naam Kamerlingh Onnes Laboratorium. Door de jaren heen werkten hier beroemde wetenschappers als Einthoven, Zeeman, Lorentz, Becquerel, Curie, Van der Waals, Einstein, Bohr en anderen. Door verschillende uitbreidingen beslaat het complex vandaag de dag het gehele bouwblok tussen Steenschuur, Nieuwsteeg, Zonneveldstraat en Langebrug.
Het laboratorium verhuisde in de jaren 90 van de twintigste eeuw naar een nieuw onderkomen in het Leiden Bio Science Park. Een nieuwe bestemming voor het gebouw werd gevonden in de rechtenfaculteit, die voorheen verspreid was over verschillende locaties. In 2004 werd het gebouw geheel gerenoveerd opgeleverd naar ontwerp van architect Hans Ruijssenaars van De Architectengroep en kreeg het de huidige naam. In 2005 ontwierp beeldend kunstenaar Jaap de Jonge in het Kamerlingh Onnes Gebouw een monument ter nagedachtenis aan Kamerlingh Onnes.

## Waardering
Het ontwerp won in 2005 de Nationale Renovatieprijs in de categorie utiliteitsbouw, samen met het Glaspaleis in Heerlen. In 2008 is het Kamerlingh Onnes Gebouw gekozen tot het mooiste voorbeeld in Leiden van een bestaand pand dat een nieuwe bestemming heeft gekregen. Dit was de uitkomst van de architectuurverkiezing door het publiek, georganiseerd door het Rijnlands Architectuurplatform en het Leidsch Dagblad.

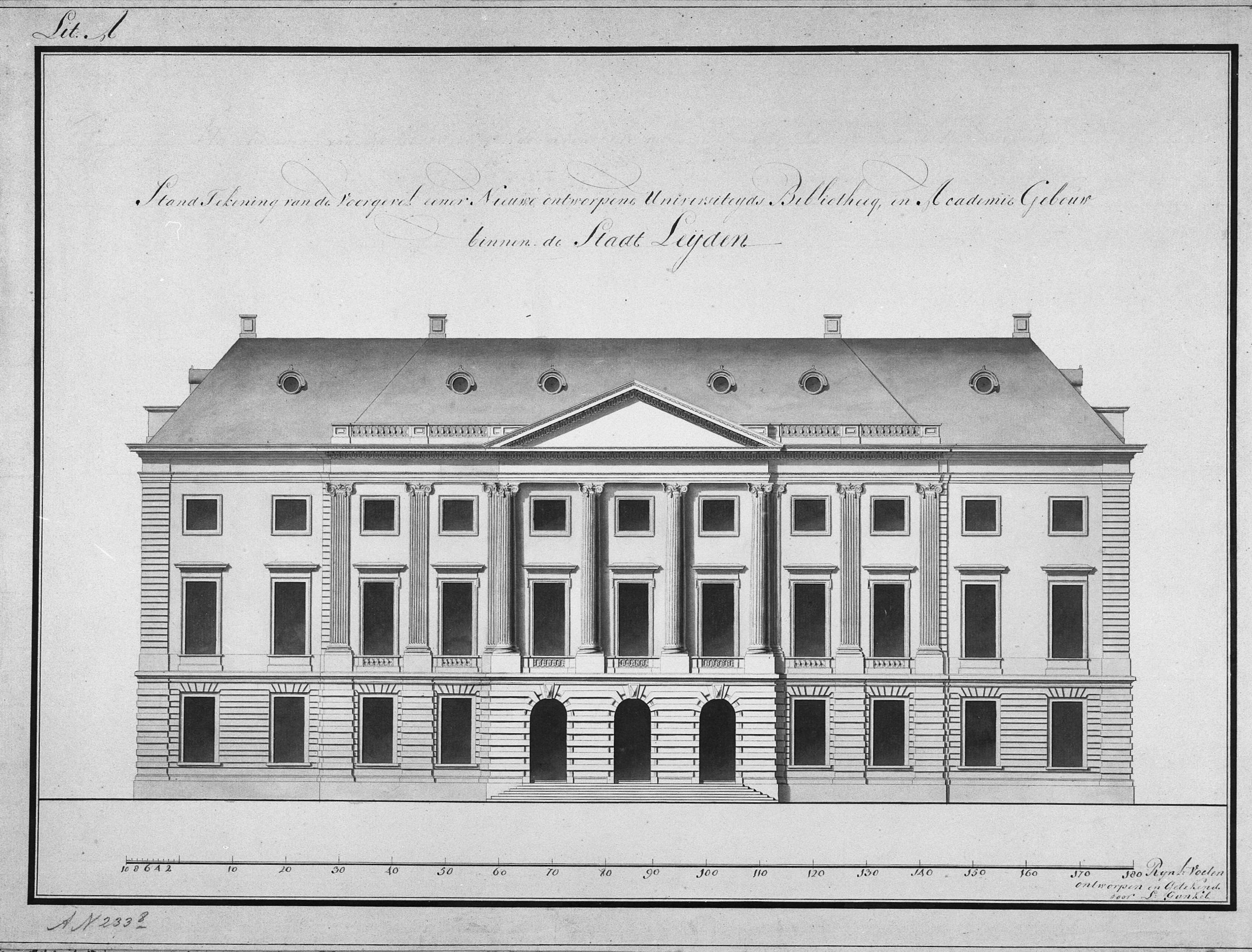
Eerder ontwerp door L. Gunckel (1807)
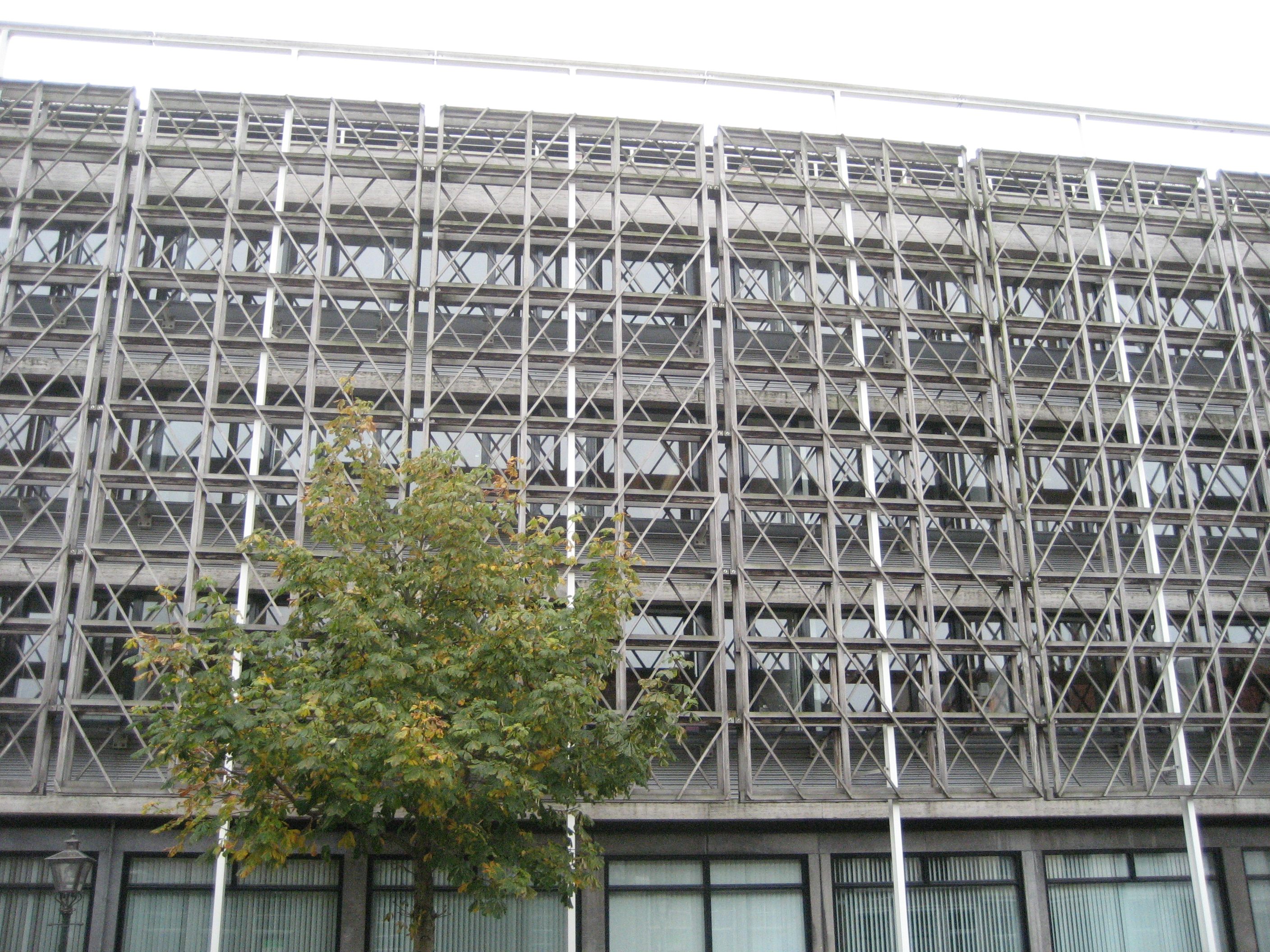
Achterzijde Zonneveldstraat
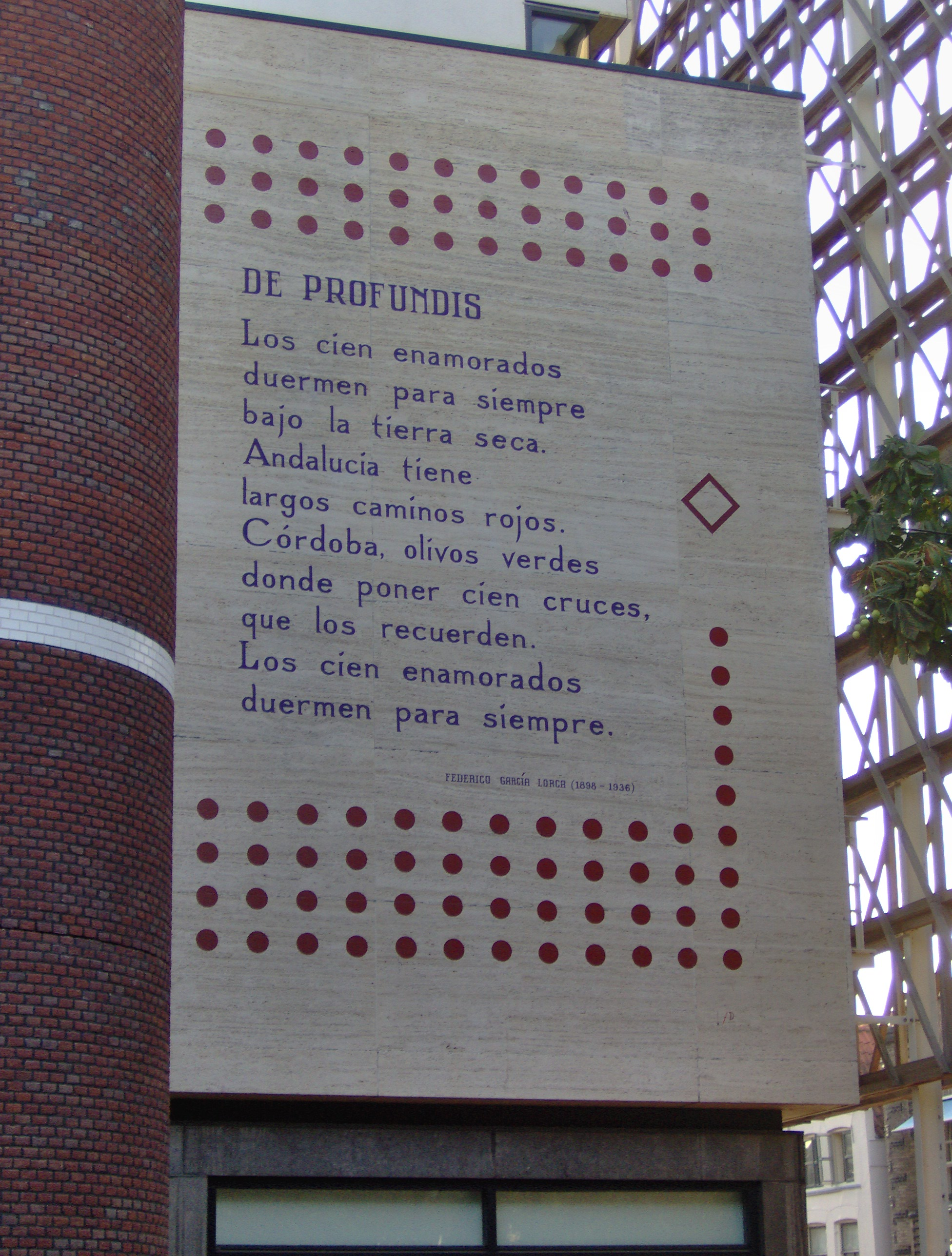
De profundis van Federico García Lorca op de oostmuur
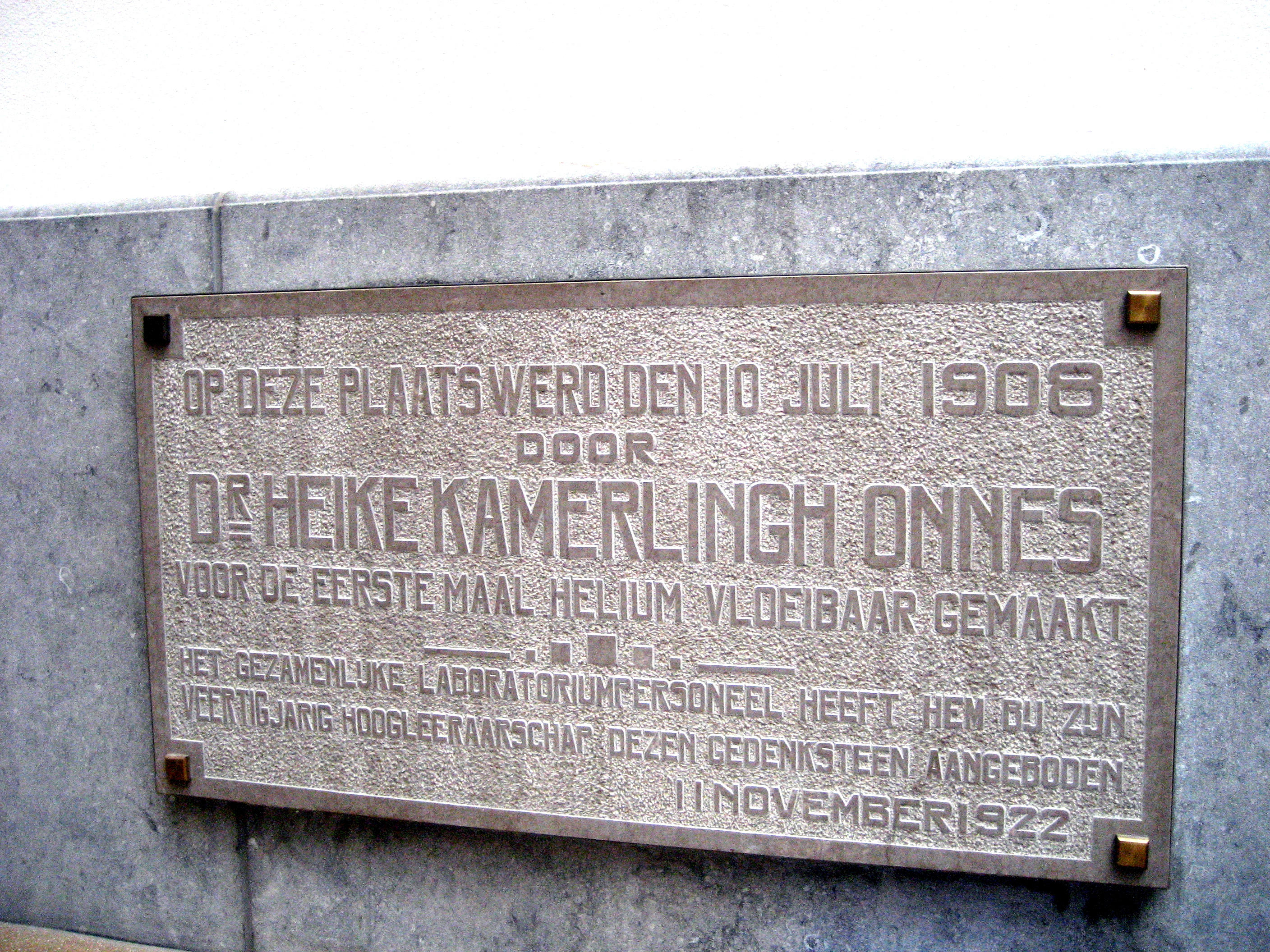
Herdenkingssteen in het Kamerlingh Onnes Gebouw